# 후회하지 않아
《후회하지 않아》는 이송희일이 감독하고 2006년에 개봉한 대한민국의 게이 로맨스 영화인데 김남길(당시 이한)(송재민 역)이 해당 영화를 통해 처음 주연으로 데뷔했다.

## 캐스팅
- 이한 - 송재민 역
- 이영훈 - 이수민 역
- 조현철 - 정태 역
- 김동욱 - 가람 역
- 정승길 - 마담 역
- 이원 - 환선 역
- 황춘하 - 재철 역
- 양익준 - 공장 주임 역
- 박미현 - 레스토랑 매니저 역
- 민복기 - 사랑 남 역
- 김정수 : 회사 부장 역
- 김정화 : 현우 역 (우정출연)
- 김화영 : 재민 모 역 (우정출연)
- 이승철 : 재민 부 역 (우정출연)